# Sinopesa kumensis
Sinopesa kumensis là một loài nhện trong họ Nemesiidae.
Sinopesa kumensis được miêu tả năm 2000 bởi Shimojana & Haupt.